# ألونزو جونسون
ألونزو جونسون (بالإنجليزية: Alonzo Johnson)‏ هو لاعب كرة قدم أمريكية أمريكي، ولد في 4 أبريل 1963 في بنما سيتي في الولايات المتحدة.

## وصلات خارجية
- ألونزو جونسون على موقع مرجع كرة القدم المحترفة.كوم (الإنجليزية)